# Sauge
Sauge (frz. [soːʒ]) ist eine per 1. Januar 2014 entstandene Gemeinde im Verwaltungskreis Berner Jura im schweizerischen Kanton Bern.
Sauge, mit der neuen BFS-Nr. 0449, besteht aus den ehemals selbständigen Gemeinden Plagne (BFS-Nr. 0440) und Vauffelin (BFS-Nr. 0447).

## Geographie
Zur Gemeinde gehört auch die Siedlung Frinvillier.

## Geschichte
Die Gemeinde Sauge entstand auf den 1. Januar 2014 durch die Fusion der vormals unabhängigen Gemeinden Plagne und Vauffelin.

## Wappen
Das Wappen von Sauge (frz. für Salbei) wurde 2014 neu geschaffen. Es erhielt von der Stiftung «Schweizer Wappen und Fahnen» die Wertung «sehr gut». Es ist ein redendes Wappen mit der Darstellung dreier Salbeiblätter und zeigt mit dem gelben Schrägbalken die Zugehörigkeit zum Kanton Bern. Damit sind auch die Farben Gold und Rot der Wappen der Einzelgemeinden wiederaufgenommen.

Vauffelin
Plagne

## Bevölkerung
Mit 811 Einwohnern (Stand 31. Dezember 2023) gehört Sauge zu den mittelgrossen Gemeinden des Berner Juras.

## Politik
Gemeindepräsident ist seit 2014 Pierre-Alain Grosjean (Stand 2024).
Bei den Nationalratswahlen 2023 betrugen die Wähleranteile in Sauge (in Klammern die Veränderung im Vergleich zu den Wahlen 2019 in Prozentpunkten): SVP 34,02 % (+6,17), SP 25,54 % (+10,64), Grüne 17,50 % (−1,35), glp 7,08 % (−3,43), Mitte 4,70 % (−2,60), FDP 4,09 % (+0,20), EDU 2,48 % (+0,55), EVP 1,40 % (−1,07), SD 0,17 % (−0,51).